# Délaïcisation
La délaïcisation ou désécularisation est la prolifération ou la croissance de la religion, généralement après une période de sécularisation préalable. La théorie de la désécularisation est réactionnaire à l'ancienne théorie connue sous le nom de thèse de la sécularisation, qui postulait un déclin progressif de la religion jusqu'à un point d'extinction. Au cours des dernières décennies, les chercheurs ont souligné la fréquentation continue des églises dans les pays occidentaux, la montée du fondamentalisme religieux et la prévalence des conflits religieux comme preuve de la pertinence continue de la religion dans le monde moderne. Un ancien partisan de la thèse de la sécularisation antérieure, Peter L. Berger, a maintenant exprimé son soutien à la nouvelle théorie, déclarant que le monde d'aujourd'hui "est aussi furieusement religieux qu'il l'a jamais été". Le sceptique Michael Shermer a écrit : « Au début du XXe siècle, les spécialistes des sciences sociales prédisaient que la croyance en Dieu diminuerait d'ici la fin du siècle à cause de la sécularisation de la société. En fait… l'inverse s'est produit… Jamais dans l'histoire ont tant et un pourcentage si élevé de la population croyait en Dieu. Non seulement Dieu n'est pas mort, comme Nietzsche l'a proclamé, mais il n'a jamais été aussi vivant ».

## Concept du terme
Beaucoup d'érudits du XIXe siècle étaient d'avis que le monde était en train de subir un processus de sécularisation. Des gens comme Émile Durkheim, Max Weber, Karl Marx et Sigmund Freud pensaient que cette tendance se poursuivrait jusqu'à ce que la religion devienne pratiquement sans objet dans la sphère publique. La vision de la sécularisation était sous-tendue par le rationalisme, un argument né des Lumières.